# Красномаякский сельсовет
Красномаякский сельсовет — упразднённое сельское поселение в Соль-Илецком районе Оренбургской области Российской Федерации.
Административный центр — посёлок Маякское.

## География
Красномаякский сельсовет расположен в южной части Оренбургской области, северо-восточнее Соль-Илецка. Площадь 46889 га.
На территории сельсовета находятся истоки рек Елшанка и Донгуз, также протекают притоки Донгуза — Ащибутак и Курсай.

## История
Статус и границы сельского поселения установлены Законом Оренбургской области от 2 сентября 2004 года № 1424/211-III-ОЗ «О наделении муниципальных образований Оренбургской области статусом муниципального района, городского округа, городского поселения, установлении и изменении границ муниципальных образований»
Упразднено в 2016 году.

## Население
| 2010 | 2012  | 2013  | 2014  | 2015  |
| ---- | ----- | ----- | ----- | ----- |
| 2729 | ↘2662 | ↘2641 | ↗2726 | ↗2727 |

## Состав сельского поселения
| № | Населённый пункт | Тип населённого пункта          | Население |
| - | ---------------- | ------------------------------- | --------- |
| 1 | Ащибутак         | село                            | 700       |
| 2 | Елшанка          | село                            | 526       |
| 3 | Малопрудное      | посёлок                         | 457       |
| 4 | Маякское         | посёлок, административный центр | 1032      |
| 5 | Ракитное         | посёлок                         | 14        |